# Putaansaari (ö i Lappland, Östra Lappland, lat 66,63, long 27,94)
Putaansaari är en ö i Finland. Den ligger i vattendraget Käsmänjoki och i kommunen Kemijärvi i den ekonomiska regionen  Östra Lappland  och landskapet Lappland, i den norra delen av landet, 700 km norr om huvudstaden Helsingfors. Öns area är 0,4 hektar och dess största längd är 140 meter i öst-västlig riktning.